# Ira Progoff
Ira Progoff (2 de agosto de 1921 – 1 de enero de 1998) fue un psicoterapeuta estadounidense, conocido por su desarrollo del método del diario intensivo (Intensive Journal Method) en la Drew University. Su interés principal fue la psicología profunda y en particular la adaptación humanista de las ideas junguianas a la vida de las personas comunes. Fundó la Dialogue House en Nueva York para ayudar a promover este método.

## Eventos
- Sirvió en el ejército de los Estados Unidos durante la Segunda Guerra Mundial
- Recibió el doctorado en psicología de la New School for Social Research en Nueva York
- 1952, 1953, 1955: estudió con Carl Gustav Jung en Suiza como Bollingen Fellow
- 1959-1971: analista y director del Institute for Research in Depth Psychology en la Drew University
- 1975: primera edición de At a Journal Workshop, popularizando los principios básicos de su método del diario intensivo
- 1998: sucumbió a una parálisis supranuclear progresiva, falleciendo en enero de 1998.

## Obra selecta
Esta es una lista parcial y cronológica de los libros de Progoff:
- The Death and Rebirth of Psychology: An integrative evaluation of Freud, Adler, Jung and Rank and the impact of their culminating insights on modern man. New York, Julian Press. 1956. OCLC 1375551.
- Depth psychology and modern man: A new view of the magnitude of human personality, its dimensions & resources. New York, Julian Press. 1959. OCLC 1025952.
- The Symbolic & The Real; A New Psychological Approach to the Fuller Experience of Personal Existence. New York, McGraw-Hill. 1963. OCLC 1039530.
- The Star/Cross: A Cycle of Process Meditation. New York, Dialogue House Library. 1971. ISBN 0-87941-001-9. OCLC 206826.
- The White Robed Monk: A cycle of process meditation. New York, Dialogue House. 1972. ISBN 0-87941-002-7. OCLC 409796.
- Jung, synchronicity, & human destiny: Noncausal dimensions of human experience. New York, Julian Press. 1973. ISBN 0-87097-056-9. OCLC 763819.
- Death and Rebirth of Psychology. New York, Julian Press. 1974.
- At a Journal Workshop: The Basic Text and Guide for Using the Intensive Journal Process. New York, Dialogue House. 1975. ISBN 0-87941-003-5. OCLC 1580592.
- The Well and the Cathedral: With an Introduction on Its Use in the Practice of Meditation. New York, Dialogue House Library. 1977. OCLC 2318423.
- The White Robed Monk: As an Entrance to Process Meditation. New York, Dialogue House Library. 1979. ISBN 0-87941-007-8. OCLC 4776805.
- The Practice of Process Meditation: The Intensive Journal Way to Spiritual Experience.. New York, Dialogue House Library. 1980. ISBN 0-87941-008-6. OCLC 7064455.
- The Dynamics of Hope: Perspectives of Process in Anxiety and Creativity, Imagery and Dreams.. New York, Dialogue House Library. 1985. ISBN 0-87941-013-2. OCLC 12419811.
- Jung's Psychology and Its Social Meaning: An Integrative Statement of C. G. Jung's Psychological Theories and an Interpretation of Their Significance. New York, Dialogue House Library. 1985. ISBN 0-87941-014-0. OCLC 12752371.
- Jung, Synchronicity, and Human Destiny: C.G. Jung's Theory of Meaningful Coincidence. New York, Julian Press. 1987. ISBN 0-517-56636-2. OCLC 15790031.